# Csurgó (distrikt)
Csurgó är ett distrikt i Ungern. Det ligger i provinsen Somogy, i den västra delen av landet, 200 km sydväst om huvudstaden Budapest.